# Astragalus ammotrophus
Astragalus ammotrophus är en ärtväxtart som beskrevs av Aleksandr Andrejevitj Bunge. Astragalus ammotrophus ingår i släktet vedlar, och familjen ärtväxter. Inga underarter finns listade i Catalogue of Life.